# Episodi di Baby Sitter (quinta stagione)
La quinta stagione della serie televisiva Baby Sitter è stata trasmessa in anteprima negli Stati Uniti d'America in syndication tra il 30 dicembre 1989 e il 10 novembre 1990.
| nº | Titolo originale            | Titolo italiano | Prima TV USA      | Prima TV Italia |
| -- | --------------------------- | --------------- | ----------------- | --------------- |
| 1  | Summer Together, Fall Apart |                 | 30 dicembre 1989  |                 |
| 2  | Get Thee to a Nuttery       |                 | 6 gennaio 1990    |                 |
| 3  | Three Dates & A Walnut      |                 | 13 gennaio 1990   |                 |
| 4  | Out with the in Crowd       |                 | 20 gennaio 1990   |                 |
| 5  | There's a Girl in My Ficus  |                 | 27 gennaio 1990   |                 |
| 6  | Judge Not Lest Ye Beheaded  |                 | 3 febbraio 1990   |                 |
| 7  | Baby Bummer                 |                 | 10 febbraio 1990  |                 |
| 8  | Paper Covers Rock           |                 | 17 febbraio 1990  |                 |
| 9  | Child Hoods                 |                 | 24 febbraio 1990  |                 |
| 10 | Advice and Contempt         |                 | 3 marzo 1990      |                 |
| 11 | Daffy Doc                   |                 | 28 aprile 1990    |                 |
| 12 | Buddy Flips a Disc          |                 | 5 maggio 1990     |                 |
| 13 | Brain Man                   |                 | 12 maggio 1990    |                 |
| 14 | Don't Rock the Vote         |                 | 19 maggio 1990    |                 |
| 15 | Let's Quake a Deal          |                 | 26 maggio 1990    |                 |
| 16 | Up Your I.Q.                |                 | 2 giugno 1990     |                 |
| 17 | All That Chaz               |                 | 9 giugno 1990     |                 |
| 18 | Frankie and Mommy           |                 | 25 agosto 1990    |                 |
| 19 | Lost Resort                 |                 | 1º settembre 1990 |                 |
| 20 | Dead Puck Society           |                 | 8 settembre 1990  |                 |
| 21 | La Cage Aux Fools           |                 | 15 settembre 1990 |                 |
| 22 | Teacher's Pest              |                 | 22 settembre 1990 |                 |
| 23 | Almost Family               |                 | 20 ottobre 1990   |                 |
| 24 | Seeing Is Believing         |                 | 27 ottobre 1990   |                 |
| 25 | Fair Exchange               |                 | 3 novembre 1990   |                 |
| 26 | Charles Be DeMille          |                 | 10 novembre 1990  |                 |